# 织锦缎
织锦缎是一種纬三重纹絲织物，也是中国最著名的传统丝绸织物。织锦缎的地料是单色经纹缎料，以至少有3种彩丝做纬面缎纹起花，精致华丽的在制作时也使用斜纹辅助修饰。

## 分类
按织锦材料可以分为真丝织锦缎、金银丝织锦缎和人造丝织锦缎。

- 真丝织锦缎：纯以真丝交织而成的织锦缎，是传统的工艺做法。
- 金银丝织锦缎：用真丝或人造丝缎地，用金银丝（金银线）做纬线起花。但通常不会仅用金银丝起花，多会辅以丝线。
- 人造丝织锦缎：地缎和起花都是人造丝，通常经线较细纬线较粗用来提高色泽对比度。人造丝织锦缎价格较低，而且使用锦纶或尼龙的人造丝，仿真丝效果好，耐用性、染色性都好于真丝织锦缎。

## 产地
上海、苏州、杭州多有传统织锦缎生产，但以杭州生产的织锦缎最多，也更有名气。

## 图案
東亞传统织锦缎为显示底布缎面高贵细腻，多用素地纹样，绣以梅兰竹菊等植物花卉、凤凰、孔雀、虎等吉祥圖案等图案。
现代织锦缎的工艺为迎合国际潮流趋向，也有取消工笔图案，采取艳丽的满地大花纹样，做出奢华的布料，供女士外衣使用。